# وليد بركات
وليد بركات ممثل تلفزيوني وإذاعي أردني، رحل في التسعينيات من القرن الماضي. كانت معظم أدواره ملائمة لشخصيته الطيبة الهادئة. ومن الأعمال الإذاعية التي اشترك بالتمثيل فيها مسلسلة «الأبواب المغلقة» إذ قام فيها بدور «دسوقي» مع الفنان الراحل أسامة المشيني الفنانة قمر الصفدي. وهي مأخوذة عن قصة بهذا الاسم للقصاص المصري الراحل أمين يوسف غراب. ومن المسلسلات التلفزيونية التي عمل فيها وليد مسلسل «حارة أبو عواد» مع نبيل المشيني الذي حل ضيفا في إحدى حلقات المسلسل كما شارك في معظم المسلسلات البدوية الأردنية، مثل نمر العدوان في السبعينات وعمل مع مخرجين مثل صلاح أبو هنود. توفي في 26 يناير من سنة 1994.

## أعماله
فيما يلي بعض من أعماله الكثيرة 
- مسلسل رجم الغريب
- مسلسل العلم نور (1984) بدور أبو علي
- مسلسل قمر البر والبحر (1982) بدور ملك البر
- مسلسل الغريبة (1981)
- مسلسل نمر العدوان (1977)
- مسلسل راس غليص (1976) بدور عطوان
- مسلسل وضحا وابن عجلان (1975) بدور أبو زاهد ويعتبر وليد من الممثلين الراقيين من حيث مستوى واثراء الشخصية التي يمثلها
- مسلسل (رمال وامال) سنة 1989